# City-Pier-City Loop 2004
De 30e editie van de City-Pier-City Loop vond plaats op zaterdag 20 maart 2004.
De wedstrijd werd bij de mannen een overwinning voor de Keniaan Christopher Cheboiboch in 1:02.41. Hij had bij de finish slechts een seconde voorsprong op zijn landgenoot Robert Cheboror. Philip Singoei werd derde in 1:03.04 en maakte het Keniaanse podium compleet. Bij de vrouwen werd de wedstrijd in het voordeel beslist van de Keniaanse Mary Ptikany, die finishte in 1:13.36. 
Het evenement was ook het toneel van het Nederlands kampioenschap halve marathon. De nationale titels werden gewonnen door Kamiel Maase (vijfde in 1:03.14) en Nadezhda Wijenberg (zevende in 1:17.09).

## Uitslagen

### Mannen
| rang   | naam                   | land | tijd    | NK    |
| ------ | ---------------------- | ---- | ------- | ----- |
| Goud   | Christopher Cheboiboch | KEN  | 1:02.41 |       |
| Zilver | Robert Cheboror        | KEN  | 1:02.42 |       |
| Brons  | Philip Singoei         | KEN  | 1:03.04 |       |
| 4      | Sammy Chumba           | KEN  | 1:03.10 |       |
| 5      | Kamiel Maase           | NED  | 1:03.14 | 1e NK |
| 6      | Koen Raymaekers        | NED  | 1:03.19 | 2e NK |
| 7      | Marco Gielen           | NED  | 1:03.20 | 3e NK |
| 8      | Musa Kipkemboi         | KEN  | 1:03.21 |       |
| 9      | Daniel Kirui           | KEN  | 1:03.22 |       |
| 10     | Luc Krotwaar           | NED  | 1:03.43 | 4e NK |
| 11     | Philip Lagat           | KEN  | 1:04.26 |       |
| 12     | Sammy Kipruto          | KEN  | 1:04.48 |       |
| 13     | Dennis Ndiso           | KEN  | 1:06.22 |       |
| 14     | Kamel Kohil            | ALG  | 1:07.07 |       |
| 15     | Rachid Ghanmouni       | MAR  | 1:07.15 |       |
| 16     | Barnabas Cheruiyot     | KEN  | 1:07.22 |       |
| 17     | Rachid Bensalem        | MAR  | 1:07.57 |       |
| 18     | Latta Jiru Wagu        | ETH  | 1:08.06 |       |
| 19     | Elisha Kiprotich       | KEN  | 1:08.40 |       |
| 20     | Jan-Willem Schaar      | NED  | 1:08.57 | 5e NK |
| 22     | Aiduna Aitnafa         | NED  | 1:09.04 | 6e NK |
| 23     | Dick van de Broek      | NED  | 1:09.23 | 7e NK |
| 24     | Jeroen van Damme       | NED  | 1:09.31 | 8e NK |
| 25     | Fransua Woldemariam    | ETH  | 1:10.29 |       |

### Vrouwen
| rang   | naam                     | land | tijd    | NK     |
| ------ | ------------------------ | ---- | ------- | ------ |
| Goud   | Mary Ptikany             | KEN  | 1:13.36 |        |
| Zilver | Simona Staicu            | HUN  | 1:13.58 |        |
| Brons  | Nataliya Berkut          | UKR  | 1:14.00 |        |
| 4      | Petra Kaminkova          | CZE  | 1:14.27 |        |
| 5      | Emily Kimuria            | KEN  | 1:14.41 |        |
| 6      | Amina Darqaoui           | MAR  | 1:16.51 |        |
| 7      | Nadezhda Wijenberg       | NED  | 1:17.09 | 1e NK  |
| 8      | Kristijna Loonen         | NED  | 1:17.41 | 2e NK  |
| 9      | Miranda Boonstra         | NED  | 1:19.00 | 3e NK  |
| 10     | Jana Klimesova           | CZE  | 1:19.09 |        |
| 11     | Sandra ter Horst         | NED  | 1:19.15 | 4e NK  |
| 12     | Vivian Ruijters          | NED  | 1:19.29 | 5e NK  |
| 13     | Annelieke van der Sluijs | NED  | 1:19.55 | 6e NK  |
| 14     | Wilma van Onna           | NED  | 1:21.06 | 7e NK  |
| 16     | Connie van den Ouweland  | NED  | 1:21.49 | 8e NK  |
| 17     | Femke Klous              | NED  | 1:22.24 | 9e NK  |
| 19     | Carla Ophorst            | NED  | 1:23.15 | 10e NK |

1975 ·
1976 ·
1977 ·
1978 ·
1979 ·
1980 ·
1981 ·
1982 ·
1983 ·
1984 ·
1985 ·
1986 ·
1987 ·
1988 ·
1989 ·
1990 ·
1991 ·
1992 ·
1993 ·
1994 ·
1995 ·
1996 ·
1997 ·
1998 ·
1999 ·
2000 ·
2001 ·
2002 ·
2003 ·
2004 ·
2005 ·
2006 ·
2007 ·
2008 ·
2009 ·
2010 ·
2011 ·
2012 ·
2013 ·
2014 ·
2015 ·
2016 ·
2017 ·
2018 ·
2019 (afgelast) ·
2020 ·
2021 (afgelast) ·
2022 ·
2023 ·
2024
1992 · 
1993 · 
1994 · 
1995 · 
1996 · 
1997 ·
1998 ·
1999 · 
2000 · 
2001 · 
2002 · 
2003 · 
2004 · 
2005 · 
2006 · 
2007 · 
2008 · 
2009 · 
2010 · 
2011 · 
2012 · 
2013 · 
2014 · 
2015 · 
2016 ·
2017 ·
2018 ·
2019 ·
2022 ·
2023